# Tourcoing-Dunkerque-Tourcoing
Tourcoing-Dunkerque-Tourcoing est une course cycliste française, organisée de 1921 à 1958 dans le département du Nord des Hauts-de-France.

## Palmarès
| Année | Vainqueur           | Deuxième              | Troisième            |
| ----- | ------------------- | --------------------- | -------------------- |
| 1921  | Joseph Coulon       | Gérard Debaets        | Félix Goethals       |
| 1922  | Julien Samyn        | Jean Lepoutre         | Georges Voët         |
| 1923  | Omer Huyse          | Julien Samyn          | Gaston Rebry         |
| 1924  | Hector Durieux      | Gaston Rebry          | Henri de Keyser      |
| 1925  | Léon Parmentier     | René Vandenberghe     | Charles Caroul       |
| 1926  | Maurice Denamur     | Camille de Rommelaere | Louis Vanderaspaille |
| 1927  | Elias Carrein       | Charles Draon         | Jérôme Depoorter     |
| 1928  | César Rondelaere    | Alfons Ghesquière     | Rémi Decroix         |
| 1929  | Félicien Vervaecke  | Alfons Ghesquière     | Jules Pyncket        |
| 1930  | Henri Deconinck     | Jules Pyncket         | Georges Sanctorum    |
| 1931  | Gustave Beckaert    | Joseph Knockaert      | Jules Pyncket        |
| 1932  | Jérôme France       | Michel Catteeuw       | André Vanderdonckt   |
| 1933  | Aimé Lievens        | Georges Christiaens   | Henri Flament        |
| 1934  | Raymond Depoortere  | Cyriel Van Overberghe | Lucien Vlaemynck     |
| 1935  | Julien Heernaert    | Noël Declercq         | Maurice Vandenberghe |
| 1937  | Rémi Hendryckx      | Georges Christiaens   | Julien Heernaert     |
| 1938  | André Defoort       | Alfons Ghesquière     | Albert Hendrickx     |
| 1939  | Georges Christiaens | Michel Hermie         | Julien Stadsbaeder   |
| 1946  | Louis Deprez        | César Marcelak        | Albert Anutchin      |
| 1947  | César Marcelak      | Louis Deprez          | Victor Codron        |
| 1948  | Louis Deprez        | René Lafosse          | Edouard Klabinski    |
| 1949  | Emiel Van der Veken | René Oreel            | Étienne Tahon        |
| 1952  |                     | Julien Pascal         |                      |
| 1953  | André Messelis      | Paul Vanassche        | Robert Desbats       |
| 1955  | Henri Denys         | Paul Taildeman        | Norbert Van Tieghem  |
| 1956  | Robert Nolf         | Etienne Amelynck      | Martin Van Geneugden |
| 1958  |                     | Julien Pascal         |                      |